# 海洋生物
海洋生物是指生活在海洋或沿海河口咸水區域的植物、动物和其他生物。海洋生物能产生氧气和固碳。
地球上有許多陸上生物是由海洋生物演化而來。例如脊椎动物起初只在水中生活，後來其中的一些物種演化成两栖动物。還有其他一些鱼类則演化成哺乳动物，並來到陸地上居住，不過有一些又回到海洋中，例如海豹、海豚和鲸鱼。浮游生物則是海洋生物食物链的最底端。
有一些无脊椎动物为了能在含氧量低的海洋中生存而演化出獨特的構造，例如软体动物依靠虹管呼吸，鱼类則通過鳃呼吸。一些海洋哺乳动物，如海豚、鲸鱼、海獭和海豹，需要定期浮出水面呼吸空气。
已知海洋生物有20多萬種，可能還有200多萬種海洋生物尚待人類發現 。海洋生物大小不一，像浮游植物僅長0.02微米，而蓝鲸則長達33米。海洋微生物，包括原生动物、细菌和病毒，占海洋生物总量的70%。